# Renault Type ME
Der Renault Type ME war ein Personenkraftwagenmodell der Zwischenkriegszeit von Renault. Er wurde auch 12 CV genannt.

## Beschreibung
Die nationale Zulassungsbehörde erteilte am 8. November 1923 seine Zulassung. Vorgänger war der Renault Type KR. 1924 folgten Renault Type NE und Renault Type NO. Trotzdem blieb das Modell bis 1926 im Sortiment.
Der wassergekühlte Vierzylindermotor mit 85 mm Bohrung und 140 mm Hub hatte 3178 cm³ Hubraum. Die Motorleistung wurde über eine Kardanwelle an die Hinterachse geleitet. Die Höchstgeschwindigkeit war je nach Übersetzung mit 38 km/h bis 58 km/h angegeben.
Bei einem Radstand von wahlweise 319,5 cm oder 338,8 cm und einer Spurweite von 144 cm war das Fahrzeug  419 cm bzw. 438,3 cm lang und 165,5 cm breit. Der Wendekreis war mit 13 Metern angegeben. Das Fahrgestell wog 1180 kg. Das Fahrgestell kostete 31.000 Franc und ein Tourenwagen 41.000 Franc.

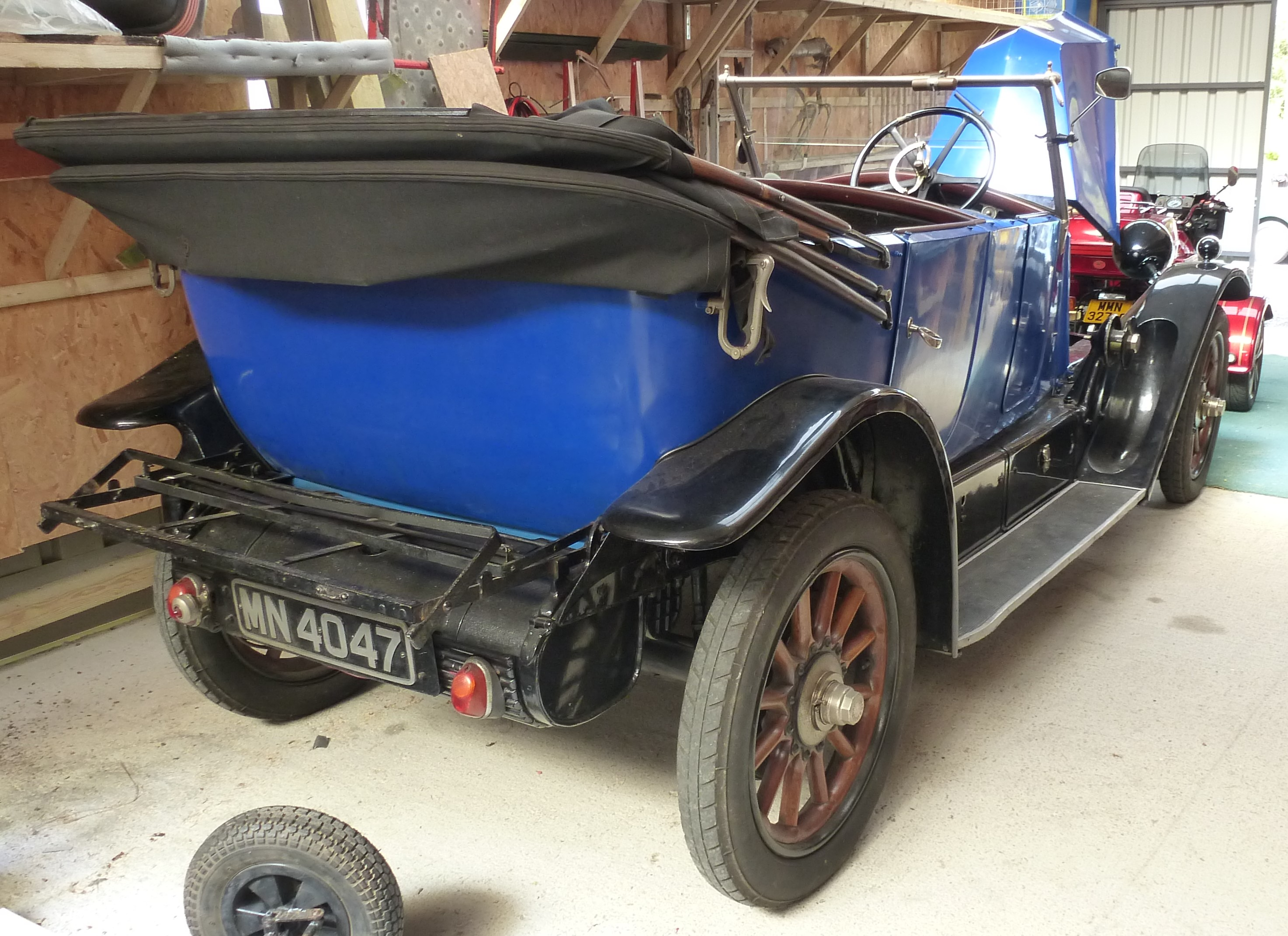
Heckansicht
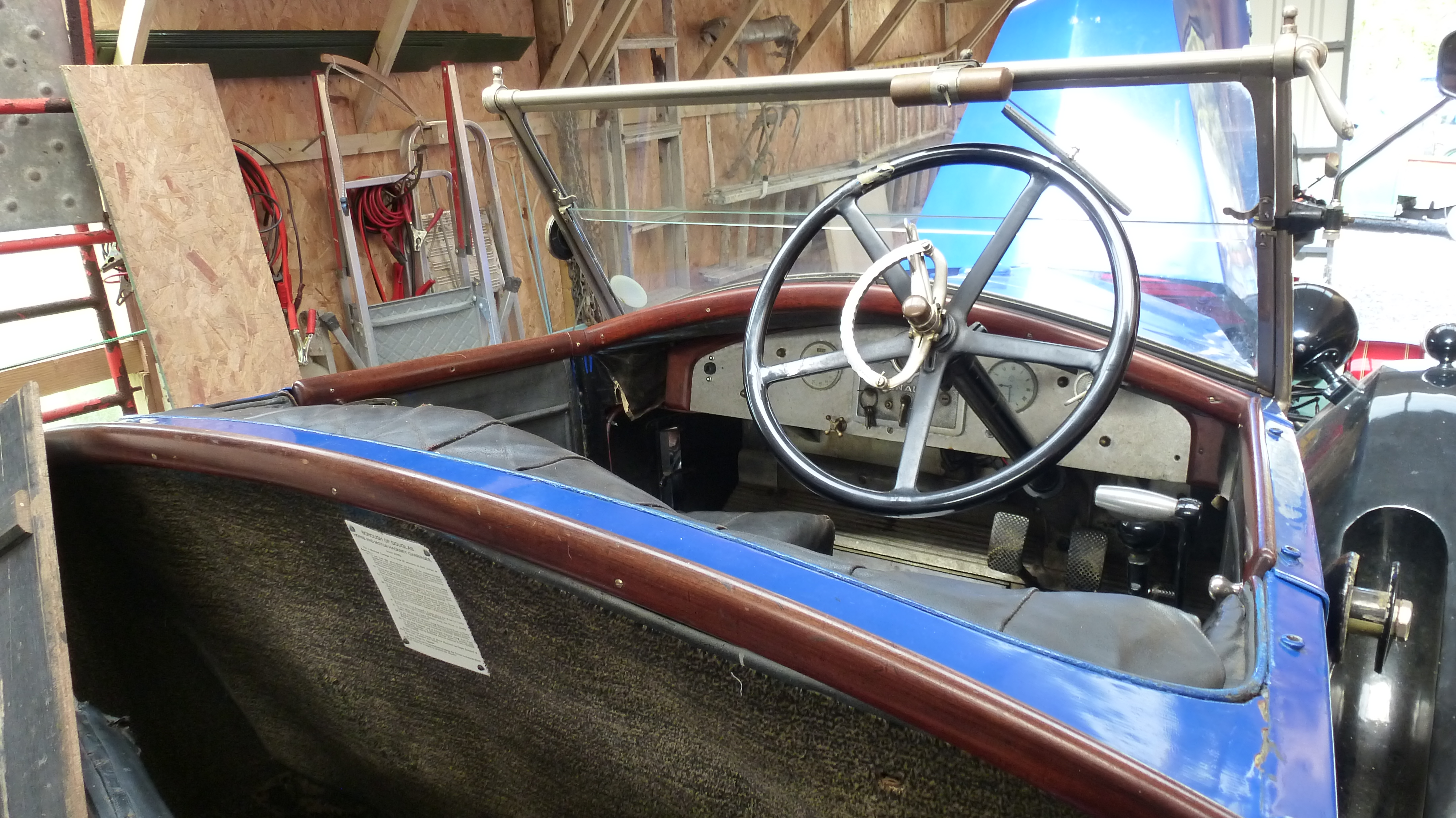
Interieur
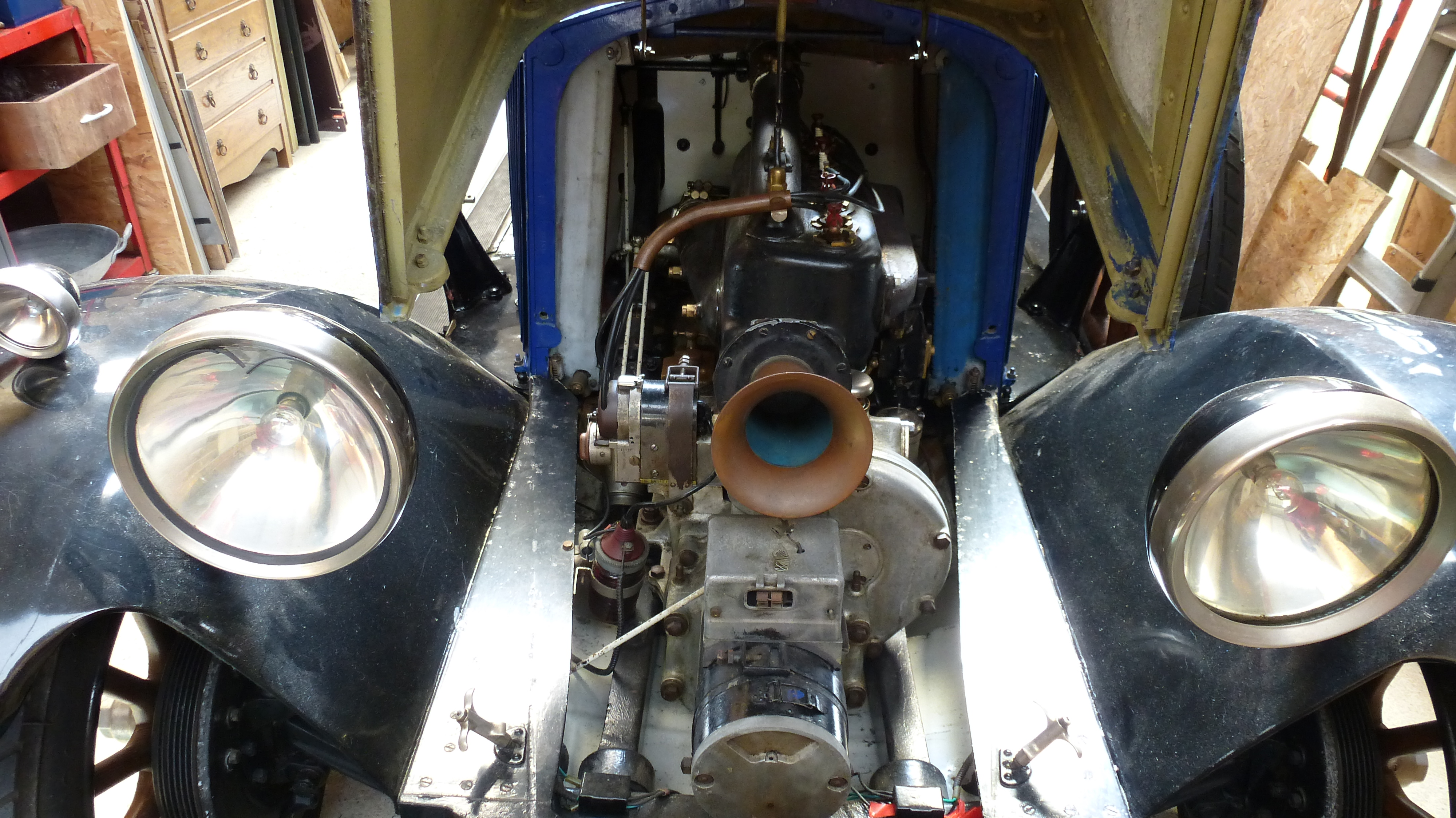
Motor